# 保羅·德楊恩
保羅·史特林恩·德楊恩（英語：Paul Sterling DeJong，də-YUNG，1993年8月2日—），為美國職棒大聯盟的游擊手與三壘手，目前效力於華盛頓國民，他先前曾效力於紅雀、藍鳥、巨人、白襪與皇家等隊。

## 職業生涯

### 聖路易紅雀

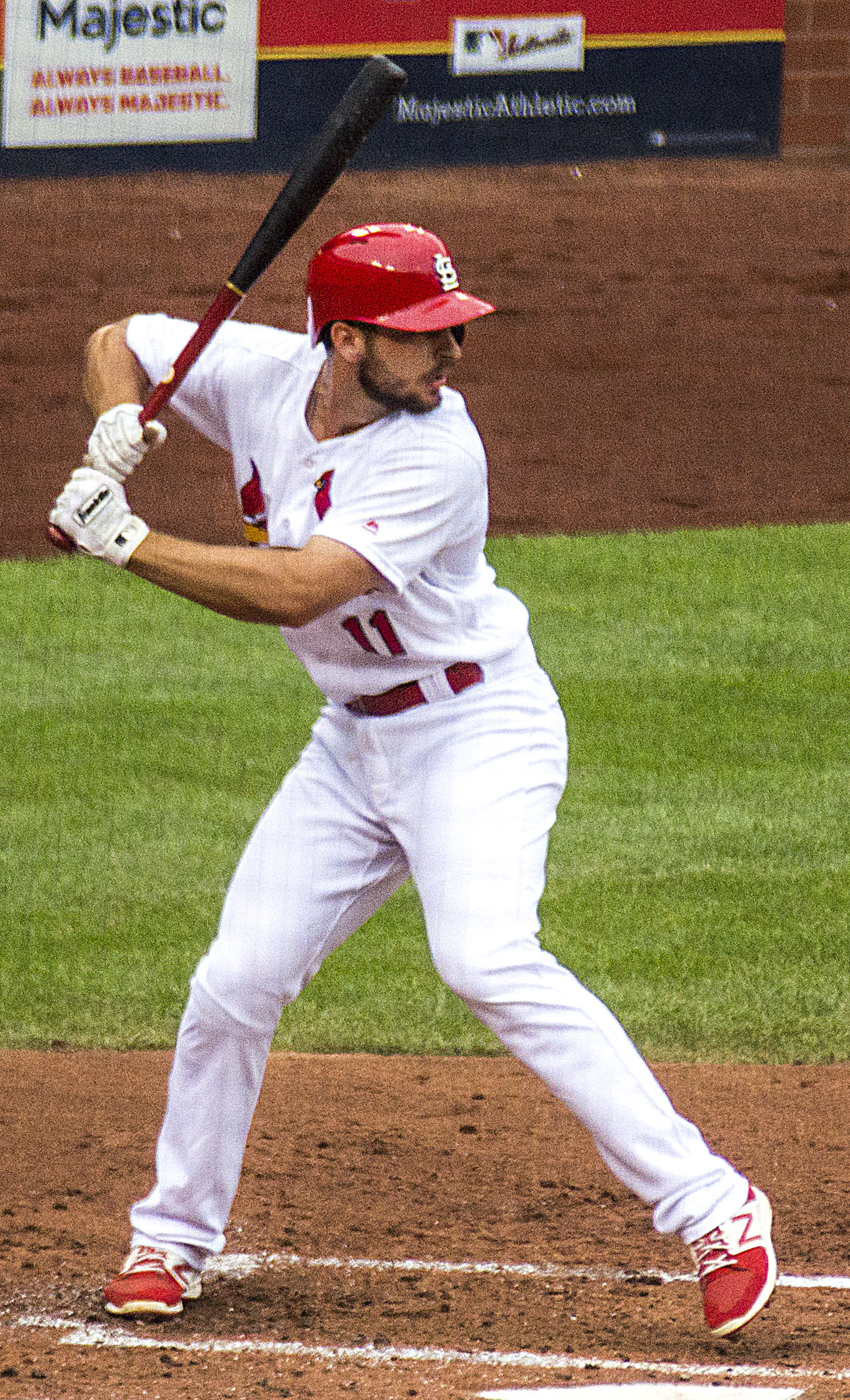
2017年的德楊恩

2017年5月28日，德楊恩登上大聯盟。他在生涯首打席便敲出大聯盟首轟。7月8日，他成為紅雀隊史首位單場敲出4支長打的游擊手與第八棒。隔天他成為大聯盟首位在單一3場系列賽敲出7支長打的選手。
7月，他以2成98的打擊率，敲出8轟與16分打點的表現，拿下國聯單月最佳新人。整季他的打擊率為2成85，並敲出25轟與65分打點。最後他在新人王票選上拿下第二名，僅次於全票獲選新人王的科迪·貝林傑。
2018年，德楊恩與紅雀簽下6年合約。他在5月18日因觸身球打中手進入傷兵名單。整季他繳出2成41的打擊率，並敲出19轟與68分打點。
2019年，德楊恩首度入選明星賽。他在7月24日達成生涯首次單場三響砲。最後他繳出2成33的打擊率，並敲出30轟與78分打點。2020年8月4日，德楊恩確診COVID-19。該年他的打擊率為2成50，並敲出3轟與25分打點。
2021年，德楊恩面臨不少傷勢困擾，整季只出賽113場比賽，打擊率僅有1成97，並敲出19轟與45分打點。2022年，他開季打得慢熱，並在5月中被下放3A。8月7日，他敲出生涯百轟。整季他的打擊率為1成57，並敲出6轟。
2023年，德楊恩開季就進入傷兵名單，整季他的打擊率為2成33。

### 多倫多藍鳥
2023年8月1日，紅雀將德楊恩交易到藍鳥，換來Matt Svanson。他在藍鳥44個打席僅敲出3支安打，8月19日，他遭到指定讓渡，並在21日被球隊釋出。

### 舊金山巨人
同年8月22日，巨人從讓渡名單中選走德楊恩。整季他在巨人繳出1成80的打擊率，並敲出1轟與5分打點。他在9月21日被球隊釋出。

### 芝加哥白襪
2023年11月28日，德楊恩與白襪簽下一年175萬美元的合約。整季他在白襪繳出2成28的打擊率，並敲出18轟與41分打點。

### 堪薩斯市皇家
2024年，白襪將德楊恩交易到皇家，換來Jarold Rosado。他在皇家繳出2成22的打擊率，並敲出6轟與15分打點。整季他的打擊率為2成27，並敲出24轟與56分打點。

### 華盛頓國民
2025年2月16日，德楊恩與國民簽下一年合約。他在4月15日被強襲球打中臉部，導致他的鼻子和顴骨碎裂。後來他一直休息到7月初才重回賽場，並在隔日敲出該球季第1轟。

## 個人生活
德楊恩有一個弟弟和一個妹妹。2017年球季結束後，德楊恩擔任化學家Lawrence Rocks的研究助理，他們在研究棒球在不同溫度下的移動變化。後來Rocks還曾陪同德楊恩參與該年的冬季會議。Rocks的兒子Burton更是幫助德楊恩獲得第一份大聯盟合約的人。

## 外部連結
- 球員資訊和成績在MLB ，ESPN ，Retrosheet ，Baseball Reference ，Baseball Reference (Minors) ，Fangraphs ，The Baseball Cube （英文）
- 保羅·德楊恩在台灣棒球維基館上的頁面（繁體中文）